# Jörg Wolff
Jörg Wolff (* 26. November 1962 in Marbach am Neckar) ist ein ehemaliger deutscher Fußballspieler.

## Leben
Wolff wechselte 1984 vom Oberligaaufsteiger FC Marbach zum Deutschen Meister VfB Stuttgart. Sein erstes Bundesligaspiel bestritt er am 15. September 1984, als er am 4. Spieltag bei der 1:3-Heimniederlage gegen Werder Bremen in der 62. Minute für Jürgen Klinsmann eingewechselt wurde. Der VfB Stuttgart war in dieser Zeit mit mehreren späteren Welt- und Europameistern gespickt. In der restlichen Saison bestritt Jörg Wolff weitere fünf, im Folgejahr zehn Bundesligaspiele und erzielte dabei zwei sehr wichtige Tore, die mitentscheidend zum Erreichen des UEFA-Cups waren. Nachdem er in der Spielzeit 1986/87 nicht mehr beim VfB berücksichtigt worden war, verpflichtete ihn im Sommer 1987 der Zweitligist SpVgg Bayreuth mit dem heutigen Bundesligatrainer Armin Veh. Zum Abschluss seiner Profilaufbahn spielte er von 1990 bis 1992 beim SV Waldhof Mannheim mit dem heutigen Bundesligatrainer Dieter Hecking und dem späteren Nationalspieler Christian Wörns. Im November der Saison 92/93, wurde Jörg Wolff vom damaligen Oberligaletzten von Baden-Württemberg, VfR Pforzheim verpflichtet. Er wurde der entscheidende Spieler zum Klassenerhalt und erzielte in der Rückrunde noch 13 Tore. Beim VfR Pforzheim spielte er bis 1995, der Aufstieg 1995 im Relegationsspiel gegen Eintracht Frankfurt 2 wurde jedoch verpasst. Viele Spieler und Trainer Rainer Adrion verließen den Verein nach der Saison. Vor der Saison 1995/96 wechselte Wolff zum VfR Heilbronn in die Verbandsliga Württemberg. Gleich in seiner ersten Saison traf er 21-mal und wurde mit dem VfR Vierter. In der nächsten Spielzeit 1996/97 traf er 23-mal und war damit wesentlich am Aufstieg des VfR Heilbronn in die Oberliga beteiligt. Danach wechselte er als Trainer zur SpVgg 07 Ludwigsburg. Später war er noch bei anderen Vereinen als Trainer tätig. In der Saison 2002/03 wurde er bei der TSG Backnang entlassen, 2007 trat er beim FC Heilbronn aus eigenen Stücken zurück.

## Erfolge
- Deutscher Vizepokalsieger 1986
- Bayernliga Meister SpVgg Bayreuth 1987 und Aufstieg 2. Bundesliga 1987
- Württembergischer Meister FC Marbach 1984 und VfR Heilbronn 1997